# Rick Ravanello
Rick Ravanello (24 de octubre de 1967) es un actor canadiense que ha aparecido en varias películas y series de televisión.
Uno de varios hermanos, Ravanello se crio en el área de Mira, Cape Breton, y se graduó de la Riverview Rural High School en 1986. 

## Filmografía
| Año  | Título/Papel |
| ---- | --- |
| 2014 | - Dark Haul es Damon |
| 2012 | - Nikita es Nicholas Brandt - Hollywood Heights es Trent McCall |
| 2010 | - Witness Insecurity es Anthony - Weeds es Lars Guinard |
| 2009 | - Defying Gravity es Jeff Walker |
| 2008 | - Smoke Jumper es Ray Kulhanck - The Christmas Clause es Jake |
| 2006 | - Imaginary Playmate es Michael Driscoll |
| 2005 | - The Cave es Briggs - Bound by Lies es Agente de uniforme - Jane Doe: Vanishing Act es Lacey Hartman |
| 2003 | - Monte Walsh es Henry Louis "Sugar" Wyman - Criminology 101 es Andy Roitman |
| 2002 | - Hart's War es Mayor Joe Clary |
| 2001 | - Semper Fi es el sargento - Out of Line es John Stewart |
| 2000 | - Skipped Parts es Dougie Dupree |
| 1999 | - Y2K es Thompson - A Cooler Climate - Atomic Train es el policía |
| 1998 | - Mercy Point es Mednaut Thurston - Shattered Image es un hombre en restaurante - Nick Fury: Agent of S.H.I.E.L.D. es el Agente J. Vaughn - Peter Benchley's Creature - Storm Chasers: Revenge of the Twister es el guardia de seguridad |
| 1997 | - Doomsday Rock es Parks - Our Mother's Murder es el oficial Calder |